# Blatnica (potok)
Blatnica je potok, ki svoje vode zbira na zahodnih pobočjih planote Jelovica. Svoj tok začenja v močvirnem predelu, imenovanem Blatni graben. Blatnica se med naseljema Nomenj in Bohinjska Bela kot desni pritok izliva v Savo Bohinjko.